# Pszichoszingli
A Pszichoszingli (eredeti cím: Young Adult) 2011-ben bemutatott amerikai vígjáték-dráma, melynek rendezője Jason Reitman, forgatókönyvírója Diablo Cody, a főszerepben Charlize Theron látható. Reitman és Cody korábban együtt dolgoztak a Juno (2007) című filmben.
A film 2011. december 9-én jelent meg korlátozott kiadásban, majd 2011. december 16-án szélesebb körben is bemutatták. Általánosságban pozitív értékeléseket kapott a kritikusoktól, Theront Golden Globe-díjra jelölték alakításáért.

## Cselekmény
Mavis Gary a harmincas évei közepén jár, Minneapolisban él és fiatal felnőtteknek szánt könyvek írójaként dolgozik, de sorozatát a kiadója megszünteti. Nemrég vált el, és nem tudja, mit kezdjen az életével. Amikor e-mailt kap volt barátjától, Buddy Slade-től, aki lánya születéséről értesíti, életválságba kerül. Úgy dönt, hogy visszatér Mercury (Minnesota) kisvárosába, ahol felnőtt, és aminek a középiskolai évek után hátat fordított.
A lány autóval megy vissza, miközben egy régi kazettát hallgat, amelyet Buddy adott neki szerelme jeléül. Ahelyett, hogy a szüleinél szállna meg, bejelentkezik egy szállodába, és másnapra megbeszél egy találkozót Buddyval, akit vissza akar nyerni. Aznap este Mavis elmegy egy bárba italozni, ahol újra összefut Matt Freehauffal, akinek a szekrénye az övé mellett volt a középiskolában. Tavaly megverték az iskolában, mert meleg, még mindig mankóval kell járnia, és megsérült a pénisze. Mavis neki vallja be a szándékát, amiről Matt megpróbálja lebeszélni.
Másnap este Mavis erősen kisminkelve és mélyen kivágott ruhában találkozik volt barátjával. Felidézik az együtt töltött időt, és Buddy Slade meghívja a lányt a házába és a felesége zenekarának koncertjére. Ezután Mavis Matt Freehauf házához hajt, és házilag párolt bourbon whiskey-t iszik vele. Együtt mennek Buddy házához, és Mavis elmondja Mattnek, hogy meg van győződve arról, hogy Buddy boldogtalan a házasságában és apaként, és hogy jó esélye van arra, hogy megnyerje őt magának.
Másnap este megnézi a Nipple Confusion zenekar fellépését, majd hazaviszi Buddyt, mert a felesége, Beth még a zenekar többi anyukájával akar bulizni. A ház előtt Mavis megcsókolja Buddyt, de a bébiszitter megzavarja őket. Mavis ezt a csókot annak jeleként értelmezi, hogy jó úton jár. Az utcán találkozik az édesanyjával, aki hazaviszi. A régi szobájában felveszi Buddy iskolai éveiből származó sportdzsekit, majd az iskola mögötti erdőben találkozik Matt-tel. A nő azzal vádolja a férfit, hogy nem nő fel, míg a férfi azzal vádolja a nőt, hogy éppen ezt teszi.
Buddy meghívja Mavist a lánya névadó partijára a felesége sürgetésére, aki sajnálja Mavist. Ott Mavis megpróbálja meggyőzni, hogy őt válassza, de Buddy elutasítja. Miközben a garázsban előkészíti a dobfelszerelést, amit a feleségének akar ajándékozni, Mavis bevallja az összegyűlt társaságnak, hogy vissza akarta nyerni Buddyt, és hogy 20 évesen terhes volt tőle, de három hónap után elvesztette a gyermeket. Ebben a pillanatban Buddy kinyitja a garázsajtót, és gyanútlanul átadja a feleségének a dobfelszerelést. Mavis elhagyja a partit.
Elmegy Matt Freehauf házába, és lefekszik vele. Másnap reggel beszél a nővérével, aki meggyőzi Mavist, hogy a nagyvárosba való, és irigylésre méltó élete van. Ezután Mavis visszamegy Minneapolisba.

## Szereplők
| Szerep                   | Színész          | Magyar hang    |
| ------------------------ | ---------------- | -------------- |
| Mavis Gary               | Charlize Theron  | Németh Borbála |
| Matt Freehauf            | Patton Oswalt    | Elek Ferenc    |
| Buddy Slade              | Patrick Wilson   | Miller Zoltán  |
| Beth Slade               | Elizabeth Reaser |                |
| Sandra Freehauf          | Collette Wolfe   |                |
| Hedda Gary               | Jill Eikenberry  | Molnár Zsuzsa  |
| Hotel hivatalnok         | Louisa Krause    |                |
| Jan                      | Mary Beth Hurt   |                |
| Vicki Robek              | Hettienne Park   |                |
| Jim, Mavis főnöke (hang) | J. K. Simmons    |                |

## Fordítás
- Ez a szócikk részben vagy egészben  a   Young Adult (film) című angol Wikipédia-szócikk fordításán alapul.  Az eredeti cikk szerkesztőit annak laptörténete sorolja fel. Ez a jelzés csupán a megfogalmazás eredetét és a szerzői jogokat jelzi, nem szolgál a cikkben szereplő információk forrásmegjelöléseként.
- Ez a szócikk részben vagy egészben  a   Young Adult című német Wikipédia-szócikk fordításán alapul.  Az eredeti cikk szerkesztőit annak laptörténete sorolja fel. Ez a jelzés csupán a megfogalmazás eredetét és a szerzői jogokat jelzi, nem szolgál a cikkben szereplő információk forrásmegjelöléseként.